# پله هاپ
پله هاپ (انگلیسی: Pelle Hoppe؛ زادهٔ ۷ ژوئن ۱۹۹۹) بازیکن فوتبال است.
از باشگاه‌هایی که در آن بازی کرده‌است می‌توان به باشگاه فوتبال کمنیتس اشاره کرد.